# Quartier d'Outre-Château
Le quartier d'Outre-Château,(en russe : Загородский конец, Zagorodski konets) est un quartier historique de Veliki Novgorod, situé sur la rive de Sainte-Sophie (rive gauche) de la rivière Volkhov. Au sud se trouve le quartier du Commun, au nord le quartier Nerevo.

## Histoire
Au XIIIe siècle, l'espace entre les quartiers Nerevo et du Commun reçut le nom de « zagorodia » (Outre-Château) et acquit par la suite le statut de quartier.
Comme dans d'autres quartiers de la ville, les problèmes socialement importants étaient résolus par les citadins à la vétché, mais on ne sait rien de l'endroit où se situait la vétché du quartier.

## Architecture
- Église des Douze-Apôtres-sur-les-Abîmes